# Jana Hanzlíková
Jana Hanzlíková  (* 7. října 1966 Chrudim) je česká politička a sociální pedagožka. V letech 2014 až 2019 byla náměstkyní ministryně práce a sociálních věcí ČR a v letech 2020 až 2021 náměstkyní ministryně pro místní rozvoj ČR, od října 2021 poslankyní Poslanecké sněmovny PČR, od roku 2018 zastupitelkou městského obvodu Pardubice II, od roku 2022 zastupitelkou města Pardubice.
Od roku 2013 je členkou hnutí ANO 2011 a odbornou garantkou sociální politiky hnutí ANO 2011.
Za čtrnáctiletou činnost v oblasti podpory dětí se zdravotním postižením byla oceněna cenou „Duhové křídlo 2012“, cenou za dlouhodobou práci ve prospěch osob se zdravotním postižením. 

## Život
V roce 2003 promovala na Pedagogické fakultě Univerzity Hradec Králové, kde získala titul Mgr. v oboru Sociální politika. V letech 2004 až 2007 absolvovala na stejné fakultě obor Učitel odborných předmětů – střední škola.
Do roku 1999 působila v ekonomické oblasti, poté v  letech 1999 až 2013 pracovala ve vedení speciální školy pro děti s kombinovaným postižením v Pardubicích, kde řídila speciálněpedagogické centrum a později jako zástupkyně ředitelky pro odborné služby řídila vedle speciálněpedagogického centra také Nestátní zdravotnické zařízení a dvě sociální služby – osobní asistenci a sociálně terapeutické dílny.
V letech 2012 a 2014 pracovala v Národním ústavu pro vzdělávání, školské poradenské zařízení a zařízení pro další vzdělávání pedagogických pracovníků, Praha v projektu Rozvoj a metodická podpora poradenských služeb jako metodik pro vzdělávání školských poradenských pracovníků a krajský metodik ŠPZ pro Pardubický kraj. V tomto období také působila na Univerzitě Palackého Olomouc jako lektorka a metodik sítě asistence pedagoga ČR v rámci projektu Systémová podpora inkluzívního vzdělávání ČR.
Od roku 2013 provozovala soukromou poradenskou praxi (v sociální oblasti a v oblasti vzdělávání dětí se zdravotním postižením) a psychoterapeutickou praxi.
Tuto činnost přerušila v březnu 2014 po nástupu na MPSV.
Jana Hanzlíková je vdaná za Lubomíra Hanzlíka, který je radním za ANO 2011 za městský obvod Pardubice II - Polabiny, Cihelna. Má syna a dceru.

## Politické působení
Do politiky vstoupila v roce 2013, kdy se stala členkou hnutí ANO 2011 a zároveň se jako odborná garantka sociální politiky hnutí stala součástí pracovní skupiny, která připravovala volební program pro sněmovní volby 2013.
Ve volbách do Poslanecké sněmovny PČR v roce 2013 kandidovala jako členka hnutí ANO 2011 v Pardubickém kraji na 4. místě, ale neuspěla.
V komunálních volbách v roce 2014 neúspěšně kandidovala do Zastupitelstva městského obvodu Pardubice II, a to z 11. místa kandidátky hnutí ANO 2011.
Dne 1. března 2014 byla jmenována náměstkyní ministryně práce a sociálních věcí ČR. Působila jako místopředsedkyně Rady vlády pro seniory a stárnutí populace, působí jako členka Rady vlády pro zdraví a životní prostředí, Vládního výboru pro zdravotně postižené občany. Funkci náměstkyně zastávala do konce roku 2019.
Ve volbách do Poslanecké sněmovny PČR v roce 2017 kandidovala za hnutí ANO 2011 na 5. místě kandidátky v Pardubickém kraji, ale neuspěla.
V komunálních volbách v roce 2018 neúspěšně kandidovala do zastupitelstva Pardubic z 21. místa kandidátky hnutí ANO 2011. V roce 2018 kandidovala také do Zastupitelstva městského obvodu Pardubice II, a to z 6. místa kandidátky hnutí ANO 2011. Mandát zastupitelky městského obvodu se jí podařilo získat.
Od března 2020 začala působit jako náměstkyně ministryně pro místní rozvoj ČR Kláry Dostálové, na starosti měla Sekci bydlení a sociálního začleňování.
Ve volbách do Poslanecké sněmovny PČR v roce 2021 kandidovala za hnutí ANO 2011 na 2. místě kandidátky v Pardubickém kraji. Získala 2 424 preferenčních hlasů, a stala se tak poslankyní. Následně rezignovala na post náměstkyně na Ministerstvu pro místní rozvoj ČR.
V komunálních volbách v roce 2022 kandidovala do zastupitelstva Pardubic z 11. místa kandidátky hnutí ANO 2011. Mandát zastupitelky města se jí podařilo získat. V roce 2022 kandidovala také do Zastupitelstva městského obvodu Pardubice II, a to z 5. místa kandidátky hnutí ANO 2011. Mandát zastupitelky městského obvodu se jí podařilo obhájit.
Ve sněmovních volbách v roce 2025 kandiduje na 2. místě kandidátní listiny hnutí ANO v Pardubickém kraji.